# Just Friends (film, 1994)
Pour les articles homonymes, voir Just Friends.
 (octobre 2014).
- Si vous ne connaissez pas le sujet, laissez ce bandeau (vous pouvez alors contacter les auteurs).
- Si vous supprimez le contenu mis en cause (vous pouvez préalablement contacter les auteurs),

argumentez précisément cette suppression dans la page de discussion
(un manque de référence n'est pas un argument ; une recherche réelle de référence doit avoir été effectuée, être formellement documentée).
Pour plus de détails, voir Fiche technique et Distribution.
Just Friends est un film belgo-néerlandais réalisé par Marc-Henri Wajnberg, sorti en 1994.
1959. Jack est un saxophoniste qui rêve de partir à New York. Cette vie ne lui plaît pas : jouer dans des tea-rooms débilitants, décharger des bananes sur les docks d’Anvers et supporter la décadence de ses amis : arrivisme, drogues, suicides, mort. Décidé, il attrapera une providentielle mygale pour partir à New York, abandonnant ses amis belges.

## Synopsis
Anvers, 1959. Jack est saxophoniste. Ça ne suffit pas pour vivre. Il décharge donc des bananes sur les docks. Mais c’est décidé, il partira en Amérique, le pays du Jazz. Qui veut peut, mon vieux, lui fait remarquer André, son meilleur ami. Pour l’heure, c’est son saxophone qui est parti sans lui : Jack l’a oublié dans le tram Direction le dépôt, au pas de course. Sur le chemin, ils rencontrent Lucy. Elle se dispute violemment avec Dirk, son copain. Hésitant à aller la secourir, ils volent la Vespa de Dirk et emmènent Lucy au dépôt. Le saxophone les attend.
Dans l’atelier d’André, c’est l’effervescence. Sculpteur, il fignole une main, de la taille d’un homme, composée d’objets métalliques divers. Jetée à travers la fenêtre, elle surprend la concierge, horrifiée, mais fait rire Jack qui habite en face. Il ne peut éviter la chute de Rudy qui suit la main, par la fenêtre, d’un geste suicidaire. Il est bon pour l’hôpital.
André demande à Jack d’être témoin de sa déclaration d’amour. Paré d’une armure, il fait une entrée fracassante dans la salle de cours de dessin où Lucy pose nue. Elle accepte le gant que lui donne le chevalier. Mais le professeur le reconnaît : coincé dans son armure, il est expédié hors de la classe, dévalant les escaliers à toute hâte.
C’est l’heure du concours radiophonique. Le docteur Goosens est invité à répondre à des questions dans les studios de l’INR. S’il gagne, il partira avec Jack à New York. Mais il perd. C’est un coup dur pour Jack, doublement déçu : lui, connaissait la réponse. Dans son appartement, André raconte à Lucy qu’Antwerpen viendrait de hand werpen, ce qui signifie « la main jetée. » Il vient d'une légende bien connue dans la ville selon laquelle le neveu de Jules César, Brabo, aurait coupé la main d'un géant qui terrorisait les bateliers en leur faisant payer une taxe de passage. Elle apprend à faire la cuisine : pour des œufs A Night in Tunisia, de Dizzy Gillespie. Ils affirment qu’il faut avoir souffert comme les noirs pour bien jouer.
Le groupe de Jack, les Bop Friends, se produit dans un tea-room où les cliquetis des dentiers couvrent la voix feutrée de la chanteuse. Jack préfère « décharger des bananes que décharger de la merde » : il accélère le rythme. Les gens fuient. Ils perdent leur contrat. New York, ce sera plus difficile, c’est pour ça qu’il faut y aller argumente Jack. De son côté, André explique à Lucy —ils sont ensemble, mais elle pas encore— qu’une sculpture si ça ne bouge pas, c’est pas la peine.  Ils font démarrer la Vespa de Dirk qui a servi de base à une fumeuse sculpture.
Jeff n’est pas là. Engagé dans le Big Band de Mickey Bunner, le mari d’Anita, il leur faut trouver un bassiste pour partir à Ostende. La répétition commence, mais on s’aperçoit vite que Bunner n’a pas cherché sérieusement : c’est un orchestre symphonique que le casino d’Ostende cherchait, pas un groupe de jazz. Anita lui dit tout le mal qu’elle pense de lui.
Revenu d’Ostende, Jack vient déranger les deux tourtereaux André et Lucy. Tapage nocturne : les policiers emmènent André. Jack reste seul avec Lucy. Le Lendemain, André les découvre dans le même lit. Son effroi est masqué par une terrible nouvelle : Bunner a trouvé Jeff dans sa villa, nu et couché dans sa merde. Coma, hôpital. André râle : Lucy est avec Jack et cette fois-ci ils couchent pour de bon.
Aux docks, André accepte d’attraper une dangereuse mygale. Attendre les pompiers ralentirait le déchargement. Non sans peur, il réussit l’exploit. En échange, on lui a promis une place dans le navire, vers New York. Anita apprend la nouvelle : elle aussi part, mais à Paris. Un concert d’adieu est organisé, Anita, revenue de France, chante Just Friends. Jack s’arrête : Jeff est mort. Enterrement. Revenant chez lui, Jack se fait tabasser par Dirk qui le reconnaît. Lucy le retrouve chez lui. Jack hésite entre Lucy et son saxophone : il les embrasse tous les deux. La fin reste ouverte.

## Commentaire

### Scène du tea-room
La scène du tea-room tient sa particularité de ses excès : la musique influence directement la réaction des gens. On y retrouve, comme dans la scène où André jette sa main géante par la fenêtre, une transition entre deux état émotionnels. C’était drôle… Jusqu’à ce que survienne la tentative de suicide de Dirk. Ici, le jazz montre deux de ses multiples personnalités : en changeant, c’est toute la scène qui se modifie. Partant d’une scène sérieuse et calme, au montage classique, le réalisateur change subitement sa manière de filmer.
Cette scène est introduite en fond sonore dès la séquence précédente. Elle commence par un plan rapproché d’Anita, habillée de bleu —le décor est à dominantes jaunes—. Elle chante Besame Mucho de Consuelo Velasquez sur une terrasse à l’extérieur. Un léger travelling recadré, vers la gauche et au rythme —lent— de la musique, laisse découvrir Jeff à la basse. Le montage alterne les plans du groupe de Jack avec des plans du tea-room. Un premier suit vers la droite une pâtisserie, en gros plan, jusqu’à une table. Le plan d’Anita revient, puis Jeff, masqué par une coiffure blanche au premier plan, toujours dans un léger mouvement de travelling. Lucy entre dans le cadre par la gauche dans un plan rapproché. Elle se déplace vers la droite. Courts plans du batteur, d’Anita, puis de Jack. En bas du cadre, des chapeaux ou des coiffures, flous, gênent discrètement. Les gens passent devant la caméra. Plan d’ensemble en contre-plongée des tables. Lucy s’y glisse nonchalamment. Contrechamp du groupe : Lucy s’assied en face du groupe, pour nous à l’arrière-plan. Jack puis Anita, toujours cachés par des têtes au premier plan. Raccord de regard entre Anita et Lucy, en légère contre-plongée. Anita. Le pianiste. Jeff, mouvement vers sa main.
Anita, cette fois-ci dans un plan fixe : elle est décadrée sur la gauche. Rien à droite, si ce n’est un buste de personnage à l’arrière-plan. Suite rapide de plans rapprochés : deux vieilles femmes trinquant à une table ; deux autres ; une femme parlant devant une tasse de thé. Elles n’ont que faire de la musique. Anita. Lucy demande le silence : sans effet. Le bruit des tasses couvre tout doucement la musique. Anita : Jeff sort du hors-champ et occupe le vide à côté d’elle. Solo. Lucy redemande le silence : Mais, chuut !  Anita et Jack, plan rapproché toujours : ils regardent devant eux. Jack s’arrête de jouer, se retourne et fait un geste d’arrêt. Hésitant, il se désole de la situation. Lucy sourit malicieusement.
Les gens assis se foutent de la musique. Une musique de fosse leur aurait suffi. Jack ne peut plus supporter que le Jazz soit ainsi nié, qu’il ne serve que de musique de fond. En gros plan, il nous interpelle : Cherokee ! Jeff, répondant d’un sourire. C’est à ce moment que la scène va prendre un tournant inattendu. Le montage devient beaucoup plus rapide et les axes de caméra se penchent. Anita et Jack : lui se prépare. Nous n’allons pas détailler l’ensemble des plans de cette scène : basse, salle qui se vide, piano, chien qui aboie, saxophone, etc. Les gros plans sont nombreux. Jack se déchaîne : il en vient à s’extraire du contexte. Le Jazz se rebelle : il fait partir les gens qui le niaient et rapproche Jack de son rêve. Cela se traduit visuellement par un changement d’arrière-plan —les arbres font place à la mer— puis par un plan iconoclaste : Jack jouant sur la proue d’un navire. Vers New York, sans doute. Se suivent un plan de vagues puis, de retour dans le tea-room, un rapide travelling avant vers Jack. Les mouvements de caméra le situe encore sur le bateau.
Jack sur la proue d’un navire : plan étonnant, à première vue insensé. Il répond toutefois à une logique de répétition. Jack se destine à partir en Amérique. Qui veut peut lui avait dit André. Il ajoutait : T’as pas d’argent pour l’avion, prends le bateau. Tu rates le bateau, prends un pédalo ! Le plan de Jack dans un avion précédait ce dialogue. Jack sur le bateau était le deuxième plan qui répondait à ce que disait André. Un troisième plan, tout logiquement Jack sur un pédalo, viendra s’intercaler plus tard, dans un moment de déprime. Plus les problèmes de Jack sont importants, plus le trajet jusqu’à New York sera long : de l’avion au pédalo.
Le directeur du tea-room les engueule et les fait déguerpir sur le champ. Jack souffle quelques notes : le cadre, redevenu horizontal, annonce la fin du jeu de la musique. Elle n’est déjà plus là. La première partie de cette scène était filmée très classiquement, sur un axe horizontal en plan rapproché. La seconde a un montage rapide, des gros plans à profusion et un axe oblique. Le rythme musical est plus rapide, tout comme celui des images.
Le jazzman exprime tout son talent, quitte à bouleverser les tabous et à ne pas plaire. Manifestement, c’est réussi !  Le Jazz, pour sa part, y acquiert un rôle principal, bousculant la scène et le cadre. Ce n’est pourtant qu’une musique. Mais quelle musique !

## Fiche technique
- Titre : Just Friends
- Réalisation : Marc-Henri Wajnberg
- Scénario et dialogues : Marc-Henri Wajnberg, Alexandre Wajnberg et Pierre Sterckx
- Musique : Michel Herr

- Collaboration de création (Acteurs) : Josse De Pauw, Ann-Gisel Glass, Sylvie Milhaud, Charles Berling
- Directeur de production : Jacqueline Louis
- Directeur de la photographie : Remon Fromont
- Ingénieur du son : Jean-Bernard Thomasson
- Chef monteur : Ludo Troch
- Chef décorateur : Emmanuelle Batz
- Chef Costumier : Tamara Jongsma

- Coproduction : Wajnbrosse Productions, Panic Productions, Praxino Pictures, RTBF (TV belge)et NOS (Pays-Bas)
- Participation ou soutien : Communauté française de Belgique, Vlaamse Gemeenschap van België, Centre National de la Cinématographie (Paris), Stichting Productiefonds voor Nederlandse Films, Stichting Co-productiefonds, Binnenlandse Omroep (Pays-Bas), BRTN (TV belge), Canal+, Image Video, Loterie nationale et Eurimages.
- Distribution Internationale : Wajnbrosse Productions

- Pays d'origine :  Belgique /  Pays-Bas
- Format : Couleurs - son Dolby stéréo -  35 mm (Pellicule Fuji)
- Langues : Français, néerlandais
- Durée : 95 minutes, 2 700 m.
- Date de sortie : 2 février 1994 (France)

## Distribution
- Josse De Pauw : Jack
- Charles Berling : André
- Ann-Gisel Glass : Lucy
- Sylvie Milhaud : Anita
- Jean-François Jacob : François
- Geert Kliphuis : Johnny
- Franck Vercruyssen : Jeff
- Claude Koener : Mickey Bunner
- Tjerk Risselada : Rudy
- Eric Corton : Dirk
- Bella Wajnberg : Mme Robrechts
- Louis Devos : Dr Goosens
- Philippe Aerts : Freddy

## Autour du film

### Tournage
- Réalisé du 29 septembre 1992 au 21 décembre 1992
- Date de la fin de production : 1er septembre 1993
- Durée de la réalisation : 59 jours

- Prises de vue extérieures : Bruxelles, Anvers, Ostende, Opprebais, Hal et Louvain.
- Prise de vue intérieure : Bruxelles, Ostende, Anvers, Hal et Studio C&CB (Bruxelles).

Le projet Just Friends date déjà de 1982, sous le titre d’Antwerp-saxo. Il ne s’est pas concrétisé faute de moyens . Le personnage Jack est inspiré de la vie de Jack Sels, un saxophoniste anversois qui travaillait sur les docks et rêvait de partir à New York. Parallèlement, les auteurs ont rencontré beaucoup de musiciens ayant connu cette époque, mais aussi des sculpteurs, des médecins et des employés du port. Petit à petit, ils se sont séparés du personnage : la vie de Jack est un agrégats de la vie de toutes les personnes rencontrées.
L’équipe de base est composée d’amis, de gens très proches. Rémont Fomont, le chef opérateur, habite l’appartement au-dessus du mien, indique le réalisateur lors d’un entretien pour La Libre Belgique . Il ajoute : Nicole Mora, la maquilleuse est mon amie. (…) L’amitié m’est nécessaire pour vivre. Si je ne me sens pas bien avec les gens, je ne peux pas fonctionner.  Étant son propre producteur, il peut se permettre de constituer soi-même son équipe.
C’est la première fois qu’il est réellement confronté à des comédiens. Le réalisateur a donc emmené les comédiens à la mer pour quelques jours de répétition avant le tournage. Ils y vivaient ensemble dans une grande maison où ils improvisaient et faisaient connaissance . Là, ils ont travaillé toutes les scènes. « On les a même filmées en vidéo. J’ai parlé du rôle avec chacun. On a cherché des choses ensemble. » Une confiance et une amitié se sont construites avant et pendant le tournage.
Le récit se devait d’être sombre du début à la fin, mais, au fur et à mesure du tournage, « l’histoire s’est pervertie au point de finir sur une note positive », indique le réalisateur. Habitué à réaliser des sketches comiques, il n’a pu s’en défaire totalement.

### Doublage
C’est le jazzman américain Archie Shepp qui double au saxophone Josse De Pauw.

## Récompenses
- Film représentant la Belgique aux Oscars du meilleur film de langue étrangère – Usa – 1994
- Meilleur Premier Film Festival  de Montevideo – Uruguay – 1994
- Grand Prix Festival du Val D’Aoste – Italie– 1994
- Prix Femina du Cinema Bruxelles – Belgique – 1994
- Prix Joseph Plateau Meilleur Film Belge – Belgique – 1994
- Prix Joseph Plateau Meilleur Acteur (Josse De Pauw) – Belgique – 1994
- Prix Joseph Plateau Meilleur Réalisateur – Belgique – 1994
- Gran Premio Incontri International Del Cinema Di Sorrento – Italy – 1994
- Prix André-Cavens de l’Union de la critique de cinéma (UCC) pour le meilleur film belge - 1993
- Prix De La Jeunesse Meilleur Film Belge – Belgique – 1993
- Prix Philip Morris Movie Club Meilleur Scénario – Belgique – 1993
- Prix Du Meilleur Acteur (Josse De Pauw) Festival de La Baule – France – 1993
- Prix Du Jury Festival de La Baule – France – 1993
- Cd élu Disque du Mois dans le magazine Jazz In Time (12/93)